# 明治改元之詔
《定今後年號御一代一號改慶應四年爲明治元年及詔書》（日语：〔〕／ Kongo Nengō wa Go-ichidai Ichigō ni Sadame Keiō Yonen o Aramete Meiji Gannen to Nasu oyobi Shōsho），通稱《明治改元之詔》（／ Meiji Kaigen no Mikotonori）、《一世一元之詔》（／ Issei Ichigen no Mikotonori），是日本慶應四年九月初八（格里曆1868年10月23日）將當年改爲明治元年，並確立一世一元制的詔書。
國立國會圖書館營運的「日本法令索引（明治前期編）」稱本詔書隨1979年（昭和54年）《元號法》制定而失效，法務省大臣官房司法法制調查部編輯的《現行日本法規》則稱本詔書隨1889年（明治22年）舊《皇室典範》制定而失效。

## 原文
原文爲漢文，此處附句讀。
詔：體太乙而登位，膺景命以改元，洵聖代之典型，而萬世之標準也。朕雖否德，幸賴　祖宗之靈，祇承鴻緒，躬親萬機之政。乃改元，欲與海內億兆，更始一新。其改慶應四年爲明治元年。自今以後，革易舊制，一世一元，以爲永式。主者施行。